# Ordensburg

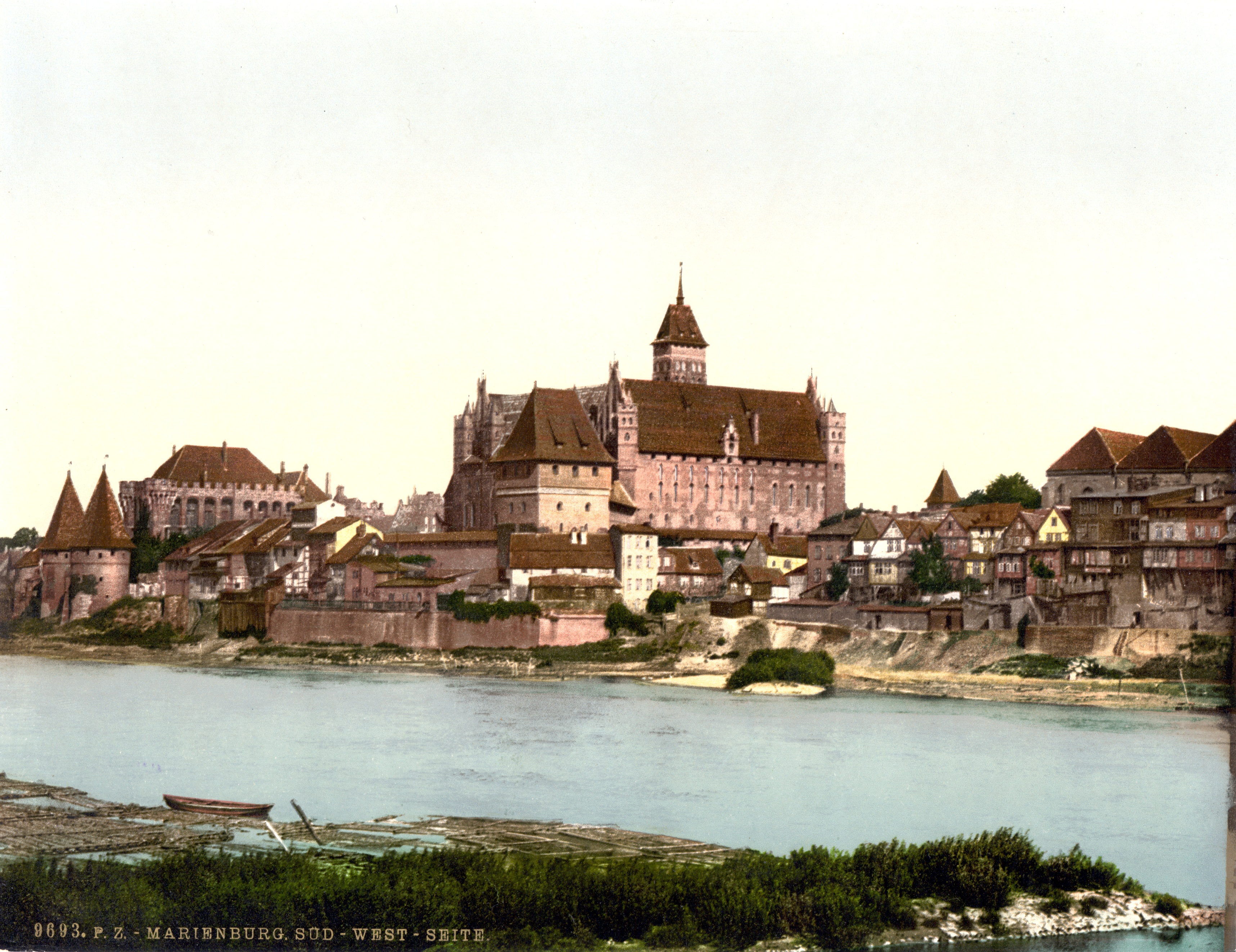
Ordensburg Marienburg năm 1890/1905, trong thời Đế chế Đức

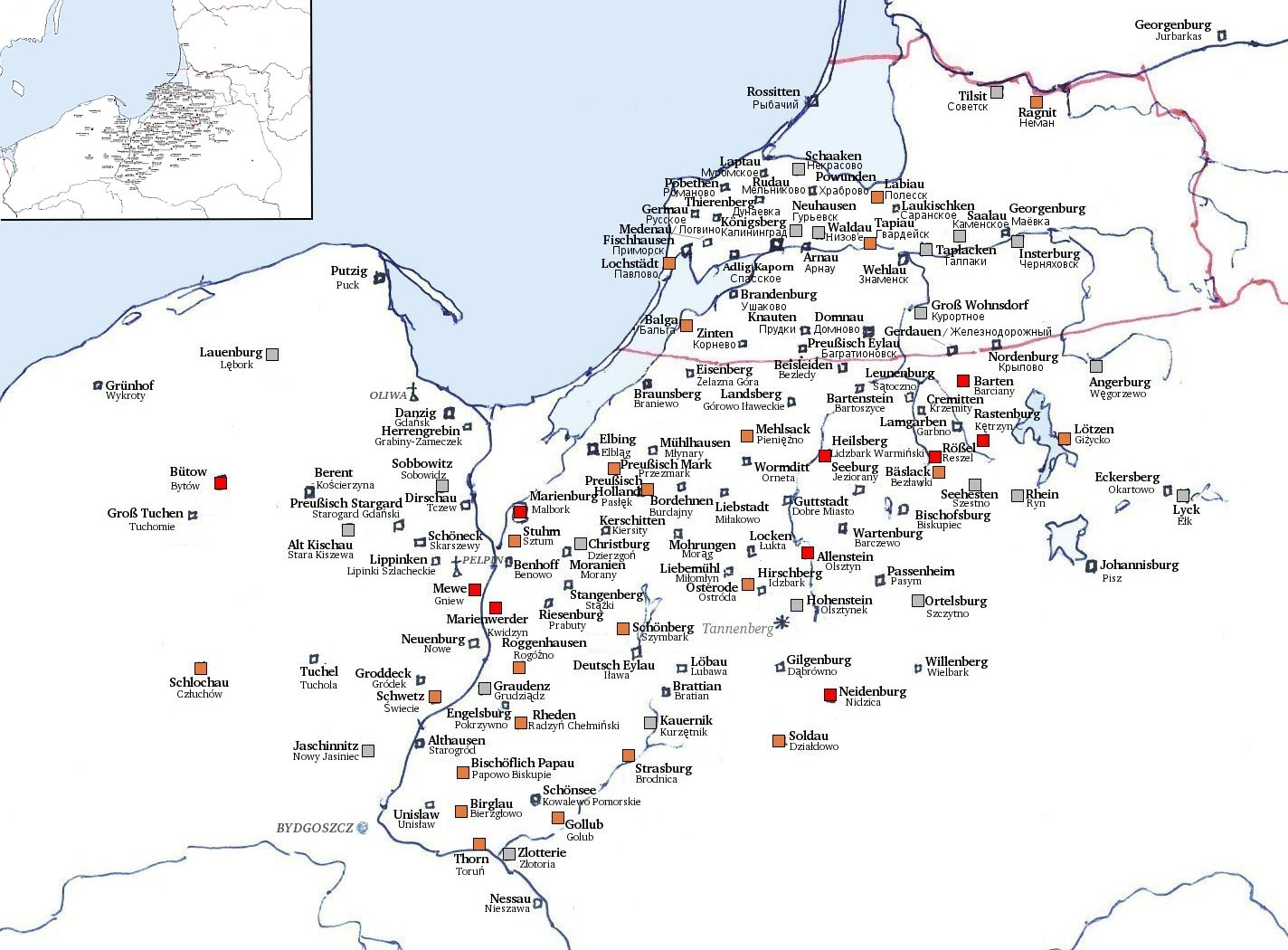

Ordensburgs (số nhiều trong tiếng Đức: Ordensburgen, nghĩa đen: lâu đài của các giai cấp) là những pháo đài được xây dựng bằng các cuộc thập tự chinh các tầng lớp quân sự của Đức trong thời Trung cổ.

## Thời trung cổ Ordensburg
Ordensburg ban đầu được xây dựng bởi Anh em kiếm Livonian và sau đó là các Hiệp sĩ Teutonic để củng cố lãnh thổ ở Phổ và Livonia bị bắt từ dân cư bản địa - Người Phổ cũ, người Litva và người bản địa ngày nay là Latvia và Estonia. Sau đó, Ordensburg được sử dụng để tấn công Litva. Vì chúng đã được xây dựng và sử dụng bởi lệnh quân tôn giáo, Ordensburgs thường giống như hành lang. Mặc dù chúng lớn hơn đáng kể so với những pháo đài trong Đế chế La Mã thần thánh, nhưng chúng lại khó tìm hơn ở  chính quyền Tu viện của Hiệp sĩ Teutonic. Trong khi một lâu đài bình thường ở Reich sẽ kiểm soát khoảng 38   km 2, một lâu đài sẽ kiểm soát 370   km 2 ở Phổ và 789   km 2 ở Livonia, Courland và Estonia. Vài lâu đài nhỏ được coi là của các chư hầu, trong khi những lâu đài lớn có thể đã từng được sử dụng là kho vũ khí và thành lũy trong cuộc Thập Tự Chinh Bắc và được mục đích xây dựng để định cư ở các nước và các dân tộc tương ứng bằng cách bắt (và giữ) lãnh thổ, ép buộc áp đặt Kitô giáo và bòn rút giá trị kinh tế thông qua cướp bóc, diệt chủng và nô lệ của các dân tộc bản địa.
Hầu hết Ordensburg đều có hình chữ nhật, thậm chí là dạng toàn phương, được xây dựng từ gạch đỏ và thiếu một chiếc Bergfried. Nhiều lâu đài hoàn toàn không có tháp, vì tường ngoài như một hình tứ giác hùng mạnh, được coi là đủ để phòng thủ.